# Лиз (приток Камы)
Лиз — река в России, протекает по Гайнскому району Пермского края. Устье реки находится в 1222 км от устья Камы по левому берегу. Длина реки составляет 17 км.
Исток реки в лесах близ границы с Кировской областью в 12 км к северо-западу от посёлка Сёйва. Река течёт на юго-восток по ненаселённому заболоченному лесу, приток — Лизок (левый). Впадает в Каму в черте посёлка Сёйва.

## Данные водного реестра
По данным государственного водного реестра России относится к Камскому бассейновому округу, водохозяйственный участок реки — Кама от истока до водомерного поста у села Бондюг, речной подбассейн реки — бассейны притоков Камы до впадения Белой. Речной бассейн реки — Кама.
Код объекта в государственном водном реестре — 10010100112111100001402.